# اشرف حکیمی
اشرف حکیمی  (زادهٔ ۴ نوامبر ۱۹۹۸) بازیکن فوتبال اهل مراکش است که در باشگاه فوتبال پاری سن ژرمن در پست مدافع راست بازی می‌کند.
از جمله افتخارات او می‌توان به قهرمانی در لیگ قهرمانان اروپا فصل ۲۰۱۸–۲۰۱۷ و جام جهانی باشگاه‌ها با تیم رئال مادرید و نیز قهرمانی در جام حذفی فوتبال آلمان با تیم دورتموند اشاره کرد.
اشرف حکیمی نقش تاثیرگذاری در موفقیت تیم ملی مراکش در جام جهانی ۲۰۲۲ قطر و صعود این تیم به نیمه‌نهایی این تورنمنت داشت.
او بازیکنی است که توانسته با فوتبالیست های قدرتمندی چون سرخیو راموس ، کریستیانو رونالدو،  لیونل مسی، نیمار، کیلیان امباپه و ارلینگ هالند همبازی شود‌.

## اوایل زندگی
اشرف حکیمی در ۴ نوامبر ۱۹۹۸ در مادرید اسپانیا از پدر و مادری مراکشی به دنیا آمد. پدرش محمد، دستفروش خیابانی بود و مادرش سعیده به عنوان خانه دار کار می کرد. حکیمی در ناحیه تتون مادرید بزرگ شد ، جایی که خانواده‌اش با چالش‌های اقتصادی مواجه بودند. حکیمی در ۸ سالگی به کلونیا اوفیگوی، یک باشگاه فوتبال محلی پیوست و از آنجا سفر فوتبالی خود را آغاز کرد. استعداد او به سرعت مورد توجه قرار گرفت و در سال ۲۰۰۶ به آکادمی جوانان رئال مادرید پیوست . او چندین سال را صرف توسعه مهارت‌های خود در آکادمی کرد، در ابتدا به عنوان یک وینگر بازی کرد و سپس به نقش آشناتر خود به عنوان دفاع راست تبدیل شد.

## زندگی عادی
اشرف متولد مادرید از پدر و مادر مراکشی است. اشرف در سال ۲۰۰۶ زمانی که هشت ساله بود از افیگوی به مجموعه جوانان رئال مادرید پیوست. او نخستین بازیکن مراکشی تاریخ بود که برای تیم رئال مادرید بازی کرد اما در انتخاب تیم ملی با وجود اینکه می‌توانست برای اسپانیا به میدان برود همواره در تمام رده‌های سنی مراکش را ترجیح داده و از پوشیدن لباس این تیم ابراز غرور و افتخار کرده‌است.

## عملکرد ملی

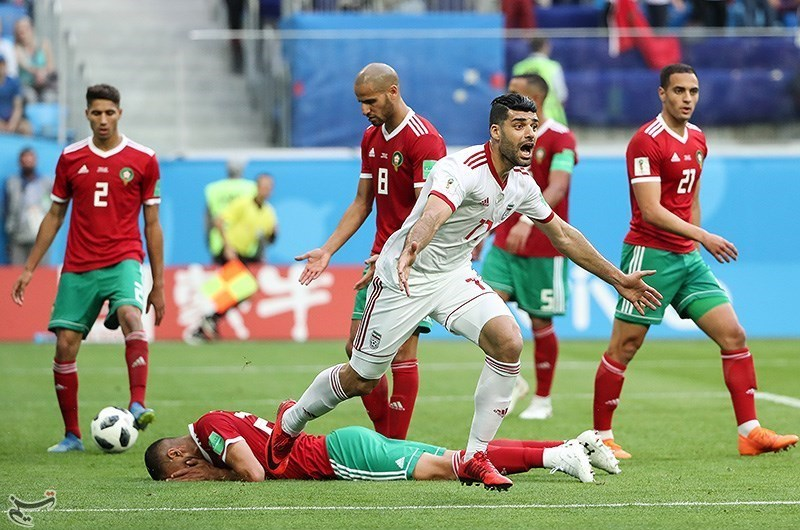
اشرف حکیمی در مقابل تیم ملی ایران در جام جهانی 2018

### دوره جوانان
پس از نمایندگی در مراکش در رده‌های زیر ۱۷ سال و زیر ۲۰ سال، اشرف در ۵ ژوئن ۲۰۱۶ در یک پیروزی دوستانه ۱–۰ مقابل تیم زیر ۲۳ساله کامرون اولین پیروزی خود را برای تیم زیر ۲۳ سال کسب کرد.

#### بزرگسالان
اشرف اولین بازی بین‌المللی خود را در ۱۱ اکتبر ۲۰۱۶ انجام داد و به عنوان جایگزین فواد شفیق در پیروزی ۴–۰ مقابل کانادا به میدان رفت. او اولین گل بین‌المللی خود را در تاریخ ۱ سپتامبر ۲۰۱۷ به ثمر رساند که چهارمین گل در بازی با نتیجه ۶ بر ۰ از خانه مالی به دست آورد. در ماه مه سال ۲۰۱۸، او در تیم ملی مراکش برای حضور در مقدماتی جام جهانی فیفا ۲۰۱۸ و در ۴ ژوئن به عنوان تیم ملی ۲۳ نفره نهایی این مسابقات معرفی شد.
در جام جهانی فوتبال ۲۰۲۲ قطر، همراه با مراکش شگفتی آفرین شد و با پشت سر گذاشتن و شکست دادن تیم های پرافتخار و قدرتمندی مانند بلژیک، اسپانیا و پرتغال، به رتبه چهارم جام جهانی رسید.
در ۴ ژوئیه ۲۰۲۴ حکیمی در تیم فوتبال المپیک مراکش برای مسابقات المپیک به عنوان یکی از ۳ بازیکن اضافه حضور داشت و همچنین به عنوان کاپیتان تیم انتخاب شد . او یک پاس گل و یک گل به ترتیب در پیروزی مقابل عراق و ایالات متحده آمریکا به ثبت رساند . او همچنین در بازی رده بندی یعنی در پیروزی ۶ - ۰ برابر مصر گلزنی کرد .

## آمار ملی

### بازی‌های ملی
تا تاریخ ۳۰ ژانویه ۲۰۲۴
| مراکش | مراکش | مراکش | مراکش  |
| سال   | بازی  | گل    | پاس گل |
| ----- | ----- | ----- | ------ |
| ۲۰۱۶  | ۱     | ۰     | ۰      |
| ۲۰۱۷  | ۵     | ۱     | ۰      |
| ۲۰۱۸  | ۱۲    | ۰     | ۳      |
| ۲۰۱۹  | ۱۰    | ۱     | ۱      |
| ۲۰۲۰  | ۴     | ۱     | ۲      |
| ۲۰۲۱  | ۹     | ۲     | ۰      |
| ۲۰۲۲  | ۲۰    | ۳     | ۲      |
| ۲۰۲۳  | ۷     | ۰     | ۱      |
| ۲۰۲۴  | ۵     | ۱     | ۱      |
| مجموع | ۷۳    | ۹     | ۱۰     |

### گل‌های ملی
| شماره | تاریخ          | میزبان     | بازی ملی | حریف          | نتیجه | رقابت                          |
| ----- | -------------- | ---------- | -------- | ------------- | ----- | ------------------------------ |
| ۱     | ۱ سپتامبر ۲۰۱۷ | رباط       | ۲        | مالی          | ۶–۰   | مقدماتی جام جهانی ۲۰۱۸         |
| ۲     | ۱۹ نوامبر ۲۰۱۹ | بوجومبورا  | ۲۸       | بوروندی       | ۳–۰   | مقدماتی جام ملت‌های آفریقا ۲۰۲۱ |
| ۳     | ۱۳ نوامبر ۲۰۲۰ | کازابلانکا | ۳۱       | آفریقای مرکزی | ۴–۱   | مقدماتی جام ملت‌های آفریقا ۲۰۲۱ |
| ۴     | ۱۲ ژوئن ۲۰۲۱   | رباط       | ۳۶       | بورکینافاسو   | ۱–۰   | دوستانه                        |
| ۵     | ۶ اکتبر ۲۰۲۱   | رباط       | ۳۸       | گینه بیسائو   | ۵–۰   | مقدماتی جام جهانی ۲۰۲۲         |
| ۶     | ۱۸ ژانویه ۲۰۲۲ | یائونده    | ۴۴       | گابن          | ۲–۲   | جام ملت‌های آفریقا ۲۰۲۱         |
| ۷     | ۲۵ ژانویه ۲۰۲۲ | یائونده    | ۴۵       | مالاوی        | ۲–۱   | جام ملت‌های آفریقا ۲۰۲۱         |
| ۸     | ۲۹ مارس ۲۰۲۲   | کازابلانکا | ۴۸       | کنگو          | ۴–۱   | مقدماتی جام جهانی ۲۰۲۲         |
| ۹     | ۲۱ ژانویه ۲۰۲۴ | سن-پدرو    | ۷۱       | کنگو          | ۱–۱   | جام ملت‌های آفریقا ۲۰۲۳         |

## افتخارات

### رئال مادرید
- سوپر جام فوتبال اسپانیا(۱): ۲۰۱۷
- لیگ قهرمانان اروپا(۱): ۱۸–۲۰۱۷
- سوپر جام اروپا(۱): ۲۰۱۷
- جام باشگاه‌های جهان(۱): ۲۰۱۷

### دورتموند
- سوپر جام فوتبال آلمان(۱): ۲۰۱۹

### اینتر میلان
- سری آ (۱): ۲۱–۲۰۲۰

### پاری سن ژرمن
- لیگ ۱(۴): ۲۲–۲۰۲۱، ۲۳–۲۰۲۲، ۲۴–۲۰۲۳، ۲۵–۲۰۲۴
- جام حذفی فوتبال فرانسه(۲): ۲۴–۲۰۲۳،‌ ۲۵–۲۰۲۴
- سوپر جام فوتبال فرانسه(۳): ۲۰۲۲، ۲۰۲۳، ۲۰۲۴
- لیگ قهرمانان اروپا(۱): ۲۵–۲۰۲۴
- سوپر جام اروپا(۱): ۲۰۲۵

#### فردی
- بهترین بازیکن جوان آفریقا:۲۰۱۸٬۲۰۱۹
- تیم منتخب سال آفریقا:۲۰۱۹
- تیم منتخب بازیکنان موفق لیگ قهرمانان اروپا:۲۰۱۹
- بهترین بازیکن عرب زبان سال از نظر گلوب ساکر:۲۰۱۹
- بهترین بازیکن تازه‌وارد بوندس لیگا:سپتامبر۲۰۱۸، نوامبر ۲۰۱۸
- تیم منتخب سال لیگ ۱ فرانسه، فصل ۲۳–۲۰۲۲

## آمار باشگاهی
تا تاریخ ۲ مارس  ۲۰۲۴
| عملکرد                   | عملکرد                   | عملکرد                   | لیگ       | لیگ       | جام      | جام      | قاره‌ای | قاره‌ای | سایر | سایر | مجموع | مجموع |
| فصل                      | باشگاه                   | لیگ                      | بازی      | گل        | بازی     | گل       | بازی   | گل     | بازی | گل   | بازی  | گل    |
| —                        | —                        | —                        | لیگ کشوری | لیگ کشوری | جام حذفی | جام حذفی | اروپا  | اروپا  | دیگر | دیگر | مجموع | مجموع |
| ------------------------ | ------------------------ | ------------------------ | --------- | --------- | -------- | -------- | ------ | ------ | ---- | ---- | ----- | ----- |
| ۲۰۱۶–۲۰۱۷                | رئال مادرید کاستیا       | سگوندا دیویسیون بی       | ۲۸        | ۱         | ۰        | ۰        | ۰      | ۰      | ۰    | ۰    | ۲۸    | ۱     |
| مجموع رئال مادرید کاستیا | مجموع رئال مادرید کاستیا | مجموع رئال مادرید کاستیا | ۲۸        | ۱         | ۰        | ۰        | ۰      | ۰      | ۰    | ۰    | ۲۸    | ۱     |
| ۲۰۱۷–۲۰۱۸                | رئال مادرید              | لالیگا                   | ۹         | ۲         | ۵        | ۰        | ۲      | ۰      | ۱    | ۰    | ۱۷    | ۲     |
| مجموع رئال مادرید        | مجموع رئال مادرید        | مجموع رئال مادرید        | ۹         | ۲         | ۵        | ۰        | ۲      | ۰      | ۱    | ۰    | ۱۷    | ۲     |
| ۲۰۱۸–۲۰۱۹                | دورتموند                 | بوندسلیگا                | ۲۱        | ۲         | ۲        | ۱        | ۵      | ۰      | ۰    | ۰    | ۲۸    | ۳     |
| ۲۰۱۹–۲۰۲۰                | دورتموند                 | بوندسلیگا                | ۳۳        | ۵         | ۳        | ۰        | ۸      | ۴      | ۱    | ۰    | ۴۵    | ۹     |
| مجموع دورتموند           | مجموع دورتموند           | مجموع دورتموند           | ۵۴        | ۷         | ۵        | ۱        | ۱۳     | ۴      | ۱    | ۰    | ۷۳    | ۱۲    |
| ۲۰۲۰–۲۰۲۱                | اینتر                    | سری آ                    | ۳۷        | ۷         | ۳        | ۰        | ۵      | ۰      | ۰    | ۰    | ۴۵    | ۷     |
| مجموع اینتر              | مجموع اینتر              | مجموع اینتر              | ۳۷        | ۷         | ۳        | ۰        | ۵      | ۰      | ۰    | ۰    | ۴۵    | ۷     |
| ۲۰۲۱–۲۰۲۲                | پاری سن ژرمن             | لیگ ۱                    | ۳۲        | ۴         | ۰        | ۰        | ۸      | ۰      | ۱    | ۰    | ۴۱    | ۴     |
| ۲۰۲۲–۲۰۲۳                | پاری سن-ژرمن             | لیگ ۱                    | ۲۸        | ۵         | ۲        | ۰        | ۸      | ۰      | ۱    | ۰    | ۳۹    | ۵     |
| ۲۰۲۳–۲۰۲۴                | پاری سن-ژرمن             | لیگ ۱                    | ۱۹        | ۳         | ۱        | ۰        | ۷      | ۱      | ۱    | ۰    | ۲۸    | ۴     |
| مجموع پاری سن ژرمن       | مجموع پاری سن ژرمن       | مجموع پاری سن ژرمن       | ۷۹        | ۱۲        | ۳        | ۰        | ۲۳     | ۱      | ۳    | ۰    | ۱۰۸   | ۱۳    |
| مجموع آمار               | مجموع آمار               | مجموع آمار               | ۲۰۷       | ۲۹        | ۱۶       | ۱        | ۴۳     | ۵      | ۵    | ۰    | ۲۷۱   | ۳۵    |

## زندگی شخصی
حکیمی مسلمانی است که چندین بار به مکه عمره کرده است .  او به زبان های عربی مراکشی، اسپانیایی، فرانسوی و انگلیسی صحبت می کند. 
حکیمی از سال ۲۰۲۰تا ۲۰۲۳ با بازیگر اسپانیایی هیبا ابوک      ازدواج کرد. او اصالتاً تونسی است و اجدادی رومی دارد این زوج دو پسر دارند که در سال‌های ۲۰۲۰ و ۲۰۲۲ به دنیا آمده‌اند. در ۲۷ مارس ۲۰۲۳، ابوک با بیانیه‌ای در حساب اینستاگرام خود منتشر کرد و تأیید کرد که این زوج قبلاً از هم جدا شده‌اند و آنها در انتظار مراحل طلاق هستند.  گزارش شده است که ابوک بیش از نیمی از دارایی و دارایی حکیمی را درخواست کرده است، اگرچه گفته می شود دارایی ها به نام مادرش نگهداری می شود.صحت آن ادعا مورد مناقشه است. 
پس از بازی های حکیمی در جام جهانی فوتبال ۲۰۲۲ قطر، استادیوم فوتبال در کسر الکبیر به نام او نامگذاری شد .
حکیمی در ۳ مارس ۲۰۲۳ توسط یک قاضی تحقیق در پاریس به اتهام تجاوز جنسی به یک زن ۲۴ ساله متهم شد و تحت نظارت قضایی قرار گرفت .  او از تماس با قربانی ادعایی خود منع شد، اما اجازه داده شد تا قلمرو فرانسه را ترک کند.  وکیل حکیمی، فانی کالین، اعلام کرده است که موکلش این اتهامات را قویا رد می کند.
راندال کولو موانی ، عثمان دمبله و لایوین کورزاوا ، به دلیل شرکت در شعارهای توهین آمیز پس از پیروزی مقابل رقبای مارسی، یک جلسه محروم شدند. 
در ۱۲ اکتبر ۲۰۲۳، حکیمی، دیدیه دروگبا ، میکل جان اوبی و سادیو مانه به عنوان دستیاران قرعه کشی برای قرعه کشی نهایی جام ملت های آفریقای  ۲۰۲۳ ساحل عاج انتخاب شدند

## عملکرد باشگاهی

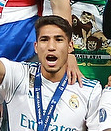
بازی نهایی چمپیونزلیگ در کیف، مصادف با سیزدهمین قهرمانی رئال مادرید که همراه با حکیمی به ویترین افتخارات این باشگاه افزودن شد.

### رئال مادرید کاستیا
پس از پیشرفت در جوانان، در ژوئن سال ۲۰۱۶ به تیم رزرو رئال مادرید ارتقا یافت. اندکی پس از آن، او در اردوی پیش فصل تیم‌های اول در ایالات متحده قرار گرفت. او در اولین بازی جام بین‌المللی قهرمانان ۲۰۱۶، با نتیجه ۳–۱ مقابل باشگاه فوتبال پاری سن-ژرمن، اولین گل خود را برای رئال مادرید رقم زد.
او پس از آن به تیم بی برگشت و اولین بازی بزرگسالان خود را در ۲۰ اوت ۲۰۱۶ با پیروزی ۳–۲ در سگوندا دیویژن بی در مقابل رئال سوسیداد بی انجام داد. او در ۲۵ سپتامبر ۲۰۱۶ نخستین گل بزرگسالان خود را به ثمر رساند و این گل را در تساوی ۱–۱ در برابر فوئنلا برادا بود. وی در طول بازی‌های انتخاب با ۲۸ بازی (۲۶بازی فیکس، ۲۳۰۵ دقیقه) شرکت کرد و کاستیا تنها ۱۱ امتیاز را کسب کرد. در پایان فصل، او هنوز به اندازه کافی جوان بود تا به جمع جوانان برگردد تا در فینال مسابقات کوپا دل ری یوونیل ۲۰۱۷ شرکت کند.

### رئال مادرید
در ۱۹ اوت ۲۰۱۷، اشرف به عنوان جانشین دنی کارواخال و ناچو به تیم اصلی معرفی شد و پیراهن شماره ۱۹ به وی اعطا شد. او اولین بازی خود در لالیگا را در تاریخ ۱ اکتبر آغاز کرد و با نتیجه ۲ بر ۰ به پیروزی در خانه مقابل اسپانیول رسید. او اولین گل خود در لالیگا را در ۹ دسامبر ۲۰۱۷ با نتیجه ۵–۰ مقابل سویا به ثمر رساند. در لیگ قهرمانان اروپا ۲۰۱۷–۱۸، او با قهرمانی در این رقابت‌ها، سومین حضور متوالی و سیزدهمین دوره خود را کسب کرد. اگرچه در ترکیب فینال این رقابت‌ها حضور ندارد، او یک مدال دریافت کرد و به عنوان اولین بازیکن مراکشی که در لیگ قهرمانان اروپا قهرمان شده، شناخته می‌شود.

### بروسیا دورتموند(قرضی)
در ۱۱ ژوئیه ۲۰۱۸، بروسیا دورتموند حکیمی را با قراردادی دو ساله قرضی به خدمت گرفت. او اولین گل خود را برای این باشگاه و اولین گل خود در بوندس لیگا در پیروزی ۷–۰ برابر نورنبرگ در تاریخ ۲۷ سپتامبر ۲۰۱۸ به ثمر رساند. حکیمی در اولین دیدار خود در لیگ قهرمانان اروپا برای دورتموند برای اولین بار در بازی خود برابر اتلتیکو مادرید ۳ پاس گل ارائه داد.

### اینتر میلان
در ۲ ژوئیه ۲۰۲۰، حکیمی با قراردادی پنج ساله، با مبلغی در حدود ۴۰ میلیون یورو برای باشگاه اینترمیلان قرارداد امضا کرد.  او اولین بازی خود را در ۲۶ سپتامبر انجام داد و در پیروزی ۴-۳ مقابل فیورنتینا در سری آ یک پاس گل داد .  حکیمی نقش مهمی در طول فصل بازی کرد و هفت گل به ثمر رساند و هشت پاس گل داد تا اینتر اولین قهرمانی خود را در لیگ سری آ از سال ۲۰۱۰ به دست بیاورد .

### پاری سن ژرمن
حکیمی در تاریخ ۶ ژوئیه ۲۰۲۱ با قراردادی ۵ ساله برای باشگاه  پاری سن ژرمن حاضر در لیگ ۱ قرارداد امضا کرد.  گاردین گزارش داد که هزینه انتقال پرداخت شده توسط پاری سن ژرمن ۶۰ میلیون یورو اولیه است که احتمالاً ۱۱ میلیون یورو افزایش می یابد. حکیمی اولین بازی خود در لیگ ۱ را در ۷ اوت انجام داد و تمام نود دقیقه را بازی کرد و اولین گل خود را برای این باشگاه در برابر تیم فوتبال تروا به ثمر رساند .  او اولین کارت قرمز خود را در تساوی ۰-۰ مقابل مارسی در ۲۴ اوت دریافت کرد.  در ۲۲ سپتامبر، حکیمی دو بار در پیروزی ۲ - ۱ مقابل متز گلزنی کرد . در اولین فصل حضور خود در پاری سن ژرمن ، او یک عنوان قهرمانی لیگ ۱ را به دست آورد ، دومین قهرمانی متوالی خود در لیگ.
حکیمی در ۱۴ فوریه ۲۰۲۳ نامزد مسابقات جهانی FIFA FIFPRO  شد. در ۱۹ سپتامبر ۲۰۲۳ ، حکیمی در پیروزی ۲-۰ مقابل تیم سابق خود دورتموند در لیگ قهرمانان اروپا ۲۰۲۳ - ۲۴یک گل به ثمر رساند و بدین ترتیب در تیم هفته یوفا جای گرفت. در ۱ نوامبر ۲۰۲۳ ، حکیمی نامزد بهترین بازیکن سال آفریقا در سال ۲۰۲۳توسط CAF شد .
در ۲۴ اکتبر ۲۰۲۴ ، حکیمی به همراه هم تیمی بین المللی خود سوفیانه رحیمی ، نامزد دریافت جایزه بهترین بازیکن سال آفریقا در سال ۲۰۲۴ شدند که این جایزه به آدمولا لوکمن رسید. در ۸ فوریه ۲۰۲۵ ، او قرارداد خود را با باشگاه پاری سن ژرمن تا سال ۲۰۲۹ تمدید کرد.

## سبک بازی
در هنگام پیوستن به بروسیا دورتموند، اشرف به عنوان یک مدافع سریع، پویا و قدرتمند معرفی شد که از نظر تاکتیکی و تکنیکی ماهر و قادر به بازی با پاس‌های دقیق طولانی است. وی به عنوان یک وینگر آموزش دیده اما به دلیل فیزیک بدنی می‌تواند به عنوان مدافع نیز بازی کند.